# Raiffeisen (Oostenrijkse bank)
Raiffeisen (sinds 2017 voluit Raiffeisen Bank International AG) is een coöperatieve, internationale bank, gevestigd in Oostenrijk. Het bedrijf werd opgericht in 1927 en is een van de grootste banken van Oostenrijk. Het bedrijf is vernoemd naar Friedrich Wilhelm Raiffeisen, die het idee van de coöperatieve beweging ontwikkelde en in 1864 oprichter was van de eerste kredietunie.
De Raiffeisenbank heeft vestigingen in Albanië, Bosnië en Herzegovina, Bulgarije, Hongarije, Kosovo, Kroatië, Moldavië, Montenegro, Oekraïne, Polen, Roemenië, Rusland, Servië, Slowakije, Slovenië, Tsjechië en Wit-Rusland. De aandelen van deze zogenaamde netwerkbanken zijn in handen van dochteronderneming Raiffeisen International Bank-Holding AG die een notering heeft op de aandelenmarkt van Wenen.
De Raiffeisenbank is een van de oprichters van de Unico Banking Group, een organisatie van verwante coöperatieve banken. Ook de Nederlandse Rabobank is aangesloten bij deze organisatie.
De divisie van de Oostenrijkse Raiffeisenbank International heeft andere banken in Wit-Rusland laten weten zijn diensten via het zogenoemde Swift-systeem per 31 juli 2023 te staken. Het was daarmee de laatste Europese bank die internationale financiële transacties mogelijk maakte tussen Wit-Rusland en de rest van de wereld. Het was een doorn in het oog van Europese en Amerikaanse toezichthouders dat de Raiffeisenbank via de Wit-Russische dochter Priorbank nog overboekingen verwerkte en daarmee het sanctiebeleid van de EU en de VS ondermijnde als reactie op de Russische invasie van Oekraïne sinds 2022.